# Hermandad de la Merced (Écija)
La Real, Muy Antigua y Fervorosa Hermandad Nuestra Señora de la Piedad y Santísimo Cristo de la Exaltación en la Cruz, conocida popularmente como 'La Merced. Tiene su sede canónica en el Convento de la Merced. Sale cada Viernes Santo, siendo el día en el que más Hermandades sale en la Semana Santa de Écija.

## Historia
La Hermandad de Ntra. Sra. de la Piedad estuvo ubicada desde sus orígenes en el Convento de Ntra. Sra. de la Merced, instituido por los frailes Mercedarios. Este convento se fundó el 25 de marzo de 1509, día de la Encarnación de Ntro. Señor Jesucristo, en el lugar conocido como mesón de Foronda, frente al puente del río Genil, donde se mantuvo en este sitio hasta que en el año 1543 las constantes crecidas del río causaron graves daños. Entonces la comunidad trasladó el convento a su actual emplazamiento, el altozano de la calle de la Merced. Hasta su nuevo Convento se llevó al "Crucifijo bajo el título del Señor de la Piedad, representado en el acto de la exaltación de la Cruz, de cuyo culto cuida una hermandad crecida de devotos de esta efigie”. Evidentemente, vemos que al titular de la cofradía se le llamaba con el título de la Piedad, denominación que hoy se reserva para la Virgen, llamándose al Señor en razón del Misterio que representa, es decir, su Exaltación en la Cruz. En cuanto a la fundación de la Hermandad, las reglas se aprobaron en 1577, pero se cree que no son las originales sino una copia de unas anteriores más antiguas que no se saben donde están. Se cree que la Hermandad se fundó a la vez que el Convento en el año 1509, aproximadamente [cita requerida].
Un dato muy interesante que nos aporta el Padre Martín de Roa: tras la mudanza del convento la Hermandad de Ntra. Sra. de la Piedad y Exaltación de la Cruz existente en el cenobio mercedario se dividió: una pasó al cenobio franciscano de San Antonio de Padua, a San Francisco, y se unió a la Hermandad de la Vera-Cruz (hoy extinguida) y la otra se mantuvo en el mercedario, en su casa fundacional, con el título de Ntra. Sra. de la Piedad.
Fue la segunda en salir en Semana Santa [cita requerida] (la primera fue la Vera-Cruz)[cita requerida]. En el cortejo procesional debían figurar distintas insignias e imágenes, concretamente un estandarte negro con una cruz roja en aspa, (elemento adoptado de la hermandad de la Vera-Cruz), seguido de una cruz con un sudario, un Crucificado con velo negro y la imagen de Nuestra Señora de la Piedad bajo palio negro.
El siglo XVIII introdujo en la hermandad de Nuestra Señora de la Piedad varias novedades de consideración. De un lado, la organización de un Santísimo Rosario que diariamente recorría distintas calles de Écija, de otro, la constitución en 1706 de una congregación, dentro de la propia hermandad, destinada a prestar asistencia a los difuntos y, finalmente, el traslado de la salida procesional al Viernes Santo. Desde mediados del siglo XVIII está documentada además la salida en el cortejo procesional de otros dos pasos que acompañaban al Cristo de la Exaltación y a Nuestra Señora de la Piedad. Nos referimos al de San Juan Evangelista y al de un Niño Perdido, que se mantuvieron al menos hasta 1917. Seis años más tarde la cofradía estrenaba un nuevo paso, que representaba el misterio de la Oración en el Huerto, para quedar poco después reducidos a los dos que procesionan actualmente. Solo en el año 1923 salieron estos cinco pasos, donde en el Quinario de ese año estaba: La Oración en el Huerto al lado derecho, el Niño Jesús en el izquierdo, y arriba en el centro, el Cristo de la Exaltación, la Virgen de la Piedad, San Juan Evangelista y María Magdalena.

### V Centenario Fundacional del Convento de Nta. Sra. de la Merced
En 2009, con motivo del aniversario de la fundación del convento, la Hermandad celebraba estos 500 años, con el lema "Soi de la Piedad 1590-2009. 500 años". Comenzó en mayo de 2008 la edición extraordinaria para conmemorar este acontecimiento. Desde mayo a junio de 2008, la Junta de Andalucía celebró la Exposición de la Andalucía Barroca en el Convento de la Merced. 
En el mes de septiembre, la Hermandad bendecía el banderín del V Centenario Fundacional obra de Antonio José Pardal Martín. En octubre de 2008, la Hermandad viajó mediante una excursión a Roma. Y el 3 de octubre de 2008, S.M. Juan Carlos I le otorgó el título de Real.
También se organizó en la Plaza de España 500 metros con 500 euros, por los 500 años del convento, siendo lo recaudado para los actos extraordinarios. 
Como broche de oro a los actos extraordinarios por el V Centenario de la fundación del convento, en septiembre de 2009, se realizó el Triduo Extraordinario a Nuestra Señora de la Piedad, y finalmente el 26 de septiembre se realizó la salida extraordinaria de la Dolorosa, llegando desde su convento hasta la actual barrida Colonda, a extramuros de la ciudad,  donde se encontraba el antiguo Convento de la Merced y donde se cree que se fundó la Hermandad, cruzando el puente romano del río Genil. En el lugar donde llegó, se colocó un azulejo por los 500 años conmemorando el acontecimiento. La procesión estuvo presidida por el Cardenal Amigo Vallejo.
Finalmente, en 2010, la Hermandad de Jesús Sin Soga cedió el puesto a la imagen del Santísimo Cristo de la Exaltación para presidir el Vía crucis del Consejo de Hermandades y Cofradías, aunque ese año llovió.

## Reseña artística
- El Santísimo Cristo de la Exaltación, conocido durante mucho tiempo por el de la Piedad, es una bella obra tallada en madera por Miguel de Vilches. El Cristo está tallado a semejanza del de la cofradía (hoy extinguida) del Dulce Nombre de Jesús de Parroquia de Santa María. Ha sido restaurada por Ricardo Comas en 1992. Acompañan al Cristo dos romanos y un sayón, obras de Guillermo Riego de 1959-1960. El sayón se unió más tarde y fue restaurado por el escultor ecijano Rafael Amadeo Rojas Álvarez.
- La expresiva imagen de Nuestra Señora de la Piedad, que se data a mediados del siglo XVIII, obra de candelero restaurada por Ricardo Comas en 1992. Fue costeada su hechura por Fray José de la Escalera Fernández de Córdoba que la donó a la hermandad en 1751.
- Aunque aún no figura en el título corporativo (que se está llevando a cabo), da culto a una imagen de la Virgen de la Merced con Niño. Esta era la titular, que presidía el retablo mayor hasta mediados del pasado siglo XX. Las imágenes del segundo cuarto del siglo XVIII y portan insignias de la Orden. Desde el año 2004 y en su día, el 24 de septiembre, o si no cae en fin de semana, el sábado más próximo a dicho día, realiza su Salida Procesional.

## Marchas dedicadas
- Piedad de la Merced - Jacinto Manuel Rojas Guisado (2013)

## Túnicas
Túnica blanca con capillo negro y capa negra. Fajín negro.

## Paso por Carrera Oficial
| Predecesor: Jesús Sin Soga | Orden de entrada en Carrera Oficial (Viernes Santo) 2.º lugar | Sucesor: La Mortaja |

## Curiosidades
- Ante las continuas disputas que año a año venían sucediéndose entre la Hermandad de Confalón y la de la Merced por ver cual era la más antigua, se tuvo que llegar a un acto de conciliación en 1841,[1] que se resolvió a favor de la Hermandad de Confalón.
- El nuevo paso de misterio se estrenó en 2013, cambiando el estilo de paso ecijano (costaleros a hombros) por un paso de trabajaderas. El nuevo misterio está en proceso de ejecución, exceptuando el Cristo.
- Es una de las Hermandades de Écija que muchas veces se arriesga a realizar su estación de penitencia a pesar de los riesgos de lluvia. En 2011 no salió. En 2012 fue sorprendida por una gran tromba de agua, teniéndose que refugiar en la Iglesia de Santa Bárbara, siendo ésta la sede canónica de una de las Hermandades que también procesiona en Viernes Santo y también se vio sorprendida ese año por la lluvia. En 2013, fue la única cofradía del Viernes Santo en realizar salida procesional.
- En 2009, celebró el V Centenario Fundacional del convento de la Merced, entre lo que más destaca fue la salida extraordinaria bajo el nombre de "La Piedad cruzará el puente hacia sus orígenes" de la Virgen de la Piedad sola en su palio cruzando el Puente del río Genil hacia el lugar donde se ubicaba el antiguo convento de la Merced allá por el siglo XV. En el lugar donde llegó, se colocó un azulejo recordando la historia y el acontecimiento.
- En 2009, y con motivo de este V Centenario, Su Majestad Juan Carlos I aceptó el título de Hermano Mayor Honorario. Es por ello que la Hermandad mantiene el título de Real.
- Nuestra Señora de la Piedad procesiona de forma extraordinaria un 11 de octubre en la Magna Mariana del 2015. Apoyando así el Voto Concepcionista de Écija.
- En noviembre de 2018 y coincidiendo con la celebración de Ntra. Sra. de la Piedad que estuvo expuesta en solemne besamanos, toma posesión una junta gestora por orden del Arzobispado.
- En marzo de 2019, y ante la recomendación por parte de técnicos del Arzobispado, la Iglesia Conventual de la Merced quedó clausurada, trasladándose provisionalmente los Titulares de la Hermandad a la Iglesia de Santa María, de donde realizarán Estación de Penitencia el próximo Viernes Santo.